# José Portugal Catacora
José Portugal Catacora "El Arguedas del Altiplano" (Ácora,13 de febrero de 1911-Lima, 21 de marzo de 1998) fue un pedagogo y escritor peruano. Fue pionero en la literatura infantil andina.viajó a diferentes países fomentando el diálogo, alimentando el proyecto educativo nacional, considerado embajador del diálogo, postuló nuevas fórmulas de educación para la pedagogía peruana gracias a su profundo conocimiento del entorno quechua y aimara.

## Biografía
Nacido en Ácora, fue hijo de Eusebio Portugal Vega y Germana Catacora Solórzano, se comunicó en idioma aimara hasta los 9 años de edad, cuando aprendió el idioma castellano, inició estudios de educación primaria en la escuela de su pueblo natal y los concluyó en el Centro Escolar N.º 881 de Puno. Ingresó a la Escuela Normal anexa al Glorioso Colegio San Carlos (1928-1929), donde obtuvo el título como maestro, con un conjunto de maestros quienes fueron los primeros profesores que se formaron con una tendencia hacia lo indígena quechua y aimara, dicho por él mismo fue gracias la mentoría de Julián Palacios Ríos y Alfonso Terros Lunaquienes le impartieron el respeto por la cultura y sabiduría de los pueblos. 
Inició su ejercicio docente en Ayaviri, como auxiliar de la Escuela de Varones Nº 861 (1930-1936) donde obtuvo experiencia laboral con los niños publicando la revista denominada "El educador andino". Posteriormente retornó a Puno laborando en la sección primaria del Colegio Nacional San Carlos de Puno (1936-1945); continuando sus estudios asistió a la Escuela Normal de segundo grado, hasta obtener el título de normalista de Primera Categoría en 1945. Asumió entonces la jefatura de una brigada de alfabetización y la dirección de un curso de especialización en sanidad rural y servicio social para maestros peruanos y bolivianos (1946-1947), asimismo la dirección del Instituto Experimental de Educación de Puno (1947-1958) fue en este cargo donde emprendió su proyecto de educación de vanguardia, empleando el "Sistema de Organización por Niveles de Madurez del Aprendizaje".
El 16 de junio de 1947 fundó el Instituto Experimental de Educación de Puno posteriormente conocido como la Institución Educativa N° 70001 del Barrio Huajsapata (fecha establecida como Aniversario del Plantel) bajo el auspicio y orientación de José Antonio Encinas, su ilustre coterráneo, de quien fue su discípulo y seguidor de su obra en materia educativa.
En 1957, a punto de culminar su gestión, presentó la experiencia en Lima a la Escuela Normal Superior de la Cantuta, (hoy Universidad Nacional de Educación).
En atención al cumplimiento de sus funciones, fue enviado a Puerto Rico (1957), en cuya universidad hizo estudios de especialización. El año siguiente fue trasladado al Ministerio de Educación Pública (1958), donde logró propender a la elevación de las orientaciones educacionales seguidas en el país, a lo largo de su carrera pedagógica asumió cargos como: Coordinador pedagógico de las direcciones regionales (agosto 1963 - diciembre 1964) y Coordinador de la Dirección General de Educación (enero 1965) hasta su jubilación (diciembre 1967), habiendo sido también director general de la segunda región de educación.

## Convicciones sobre la Educación
Para Jose Portugal Catacora, la educación debía estar centrada en el niño, que al pertenecer a un entorno rural e indígena maneja habilidades propias y diferentes al resto las cuales deben respetar de incentivarse, propuso que los niños debían iniciar su educación no en castellano, sino en su lengua materna quechua o aimara, propuso liberar a los niños de una educación autoritaria, coactiva, transmisora de información disciplinaria y rescatar la cultura indígena, difundirla y re valorarla. Tenia una especial conexión con la tradición aimara respetaba profundamente a los apus (dioses tutelares del mundo andino), aunque se convirtió al catolicismo, integró el colectivo que fundó el Instituto Americano del Arte de Puno, el cual permitió el desarrollo del concurso de danzas folclóricas en honor a la Virgen de la Candelaria.
Otra de sus ideas era la educación en comunidad, el educador sostenía que todos los pueblos andinos ofrecen educación de manera informal la cual se reproducía en los cuentos y leyenda; la sociedad y comunidades educaban por obligación a los niños en algunas actividades, esta es una idea que diversos autores compartían por esos años lo cual permitió el desarrollo, a mediados del siglo XX del desarrollo de la escuela experimental bilingüe en las zonas rurales.

## Publicaciones
Para coadyuvar al desempeño de sus funciones editó revistas de carácter pedagógico o administrativo, como El Educador Andino (Ayaviri, 1932-1934), Puno Pedagógico (1943-1945) y Repertorio Pedagógico (Puno 1947). Y volcó sus experiencias en trabajos pedagógicos, literarios y folclóricos:
- Niños del Kollao (1937), cuentos infantiles;
- La escuela andina del porvenir (1945);
- Organización de la nueva escuela rural (1946);
- Psicopedagogía del lenguaje (2 vols., 1949-1952);
- Puno, tierra de leyenda (1952);
- El Tirallo (1952), libro de lectura basado en motivos de la cultura regional;
- Guía didáctica de lectura (1954);
- Psicopedagogía de los números (1955);
- El cuento puneño (1955) antología;
- Plan pedagógico del Instituto Expermiental de Puno (1955);
- Hacia un sistema peruano de educación (1955);
- Cuatro temas de psicología etológica (1956)
- Didáctica del cálculo en la escuela primaria (1959);
- Sentido de la didáctica en la escuela primaria (1961);
- La lectura en la escuela primaria (1966);
- Los padres, los niños y la vida (1974);
- Los niños del altiplano (1976);
- Danzas y bailes del altiplano (1981);
- Estrategia para guiar el aprendizaje (1980);
- El niño indígena (1988);
- José Antonio Encinas, maestro de los maestros peruanos (1989);
- Una escuela nueva por niveles de madurez en el Perú (1990);
- Niños marginados (1991);
- Maestros Puneños (1999).

## Premios y reconocimientos
Mereció los siguientes reconocimientos, entre otros:
- Palmas Magisteriales (1956)[cita requerida]
- Premio Nacional Horacio Zevallos Gámez, de la Derrama Magisterial (1991)
- Diploma del Instituto del Libro y Lectura Infantil (1991)
- Premio Nacional Kuntur de Cultura (1996)

## Legado
Las obras de Portugal recibieron el apoyo de profesores y es citado en presentaciones literarias.
Emilio Vásquez. En el prólogo a Niños del Kollao (1937): "Declaramos a José Portugal incorporado a la falange de maestros idealistas, a la vez que prácticos. Dentro de poco su pluma nos dará pensamientos más cuajados i el eco de su acción será un galardón más para los maestros primarios del Perú".
Luis E. Valcarce (artículo en el diario el Sol, Cusco,1940): "Humildes maestros perdidos en la inmensidad del altiplano o en el laberinto de la serranía mantienen la llama viva de su apostolado pedagógico: son los verdaderos maestros, los creadores del Perú esencial, consagrados con místico ardimiento a cumplir la más alta misión humana. Saludemos en José Portugal Catacora a esa floración de maestros nuevos".
Julian Palacio R. En la presentación a "Puno Tierra de Leyenda" (1952): "El Normalista José Portugal Catacora tan celoso en el cumplimiento de sus deberes docentes, quiere cumplir su misión social publicando para los niños una serie de leyendas, tradiciones y biografía de carácter nacional y de sentido histórico".
Ernesto More, en la presentación de "Danzas y Bailes del Altiplano" (1981), indicó que "Hacer conocer el folklore el valor del folklore a través de sus infinitas peculiaridades, es obra bella, humana y patriótica. Y esto es lo que está haciendo José Portugal Catacora, puneño de cepa que domina desde niño dos lenguas nativas de ese extraordinario departamento que es Puno"
José Luis Ayala, en artículo en el diario Los Andes, 31-01-2011, señaló que "José Portugal Catacora, es uno de los más grandes maestros que el Perú ha dado en el siglo XX".